# Миллионы кошек
«Миллионы кошек» — книжка с картинками, написанная и проиллюстрированная Вандой Гаг в 1928 году. В 1929 году книга была удостоена почётного диплома медали Джона Ньюбери, став одной из немногих книжек с картинками, которым присуждалась эта награда. «Миллионы кошек» является старейшей до сих пор печатаемой американской книжкой с картинками.

## Сюжет
Написанный от руки текст, выполненный братом автора, рассказывает историю о пожилой паре, к которой приходит осознание того, что они очень одиноки. Жене хочется кошку, чтобы любить её, поэтому муж отправляется на поиски красивой кошки, чтобы принести её ей домой. В конце путешествия, вдалеке от дома, он находит склон холма, покрытый «Кошками здесь, кошками там, Кошками и котятами везде. Сотнями кошек, тысячами кошек, Миллионами, и миллиардами, и триллионами кошек…» Эта ритмичная фраза повторяется затем ещё несколько раз на протяжении повествования.
Старик хочет принести домой самую красивую из всех этих кошек, но не может выбрать. Каждая выглядит прелестно, поэтому он решает вернуться домой со всеми этими кошками, которые идут вслед за ним. Когда он возвращается, его жена приходит в ужас, мгновенно осознав то, что её муж упустил из виду: они не могут прокормить и позаботиться о миллиардах и триллионах кошек. Жена предлагает позволить кошкам самим решить, какая из них должна остаться с ними, спросив: «Какая из вас самая милая?» Этот вопрос вызывает ужасную драку среди кошек, которая пугает старика и старушку так, что они убегают в свой дом.
Вскоре снаружи становится тихо. Когда они осмеливаются выйти, никаких признаков кошек уже не видно: очевидно, они съели друг друга в яростной борьбе за право быть самой красивой. Затем старик замечает одну тощую кошку, которая пряталась в клочке высокой травы. Она выжила, потому что не считала себя красивой, поэтому другие кошки не стали её атаковать. Пара берёт эту кошку домой, они кормят её, купают, а когда проходят дни, то замечают, что она стала гладкой и красивой кошкой — именно такой, как им хотелось.

## Наследие

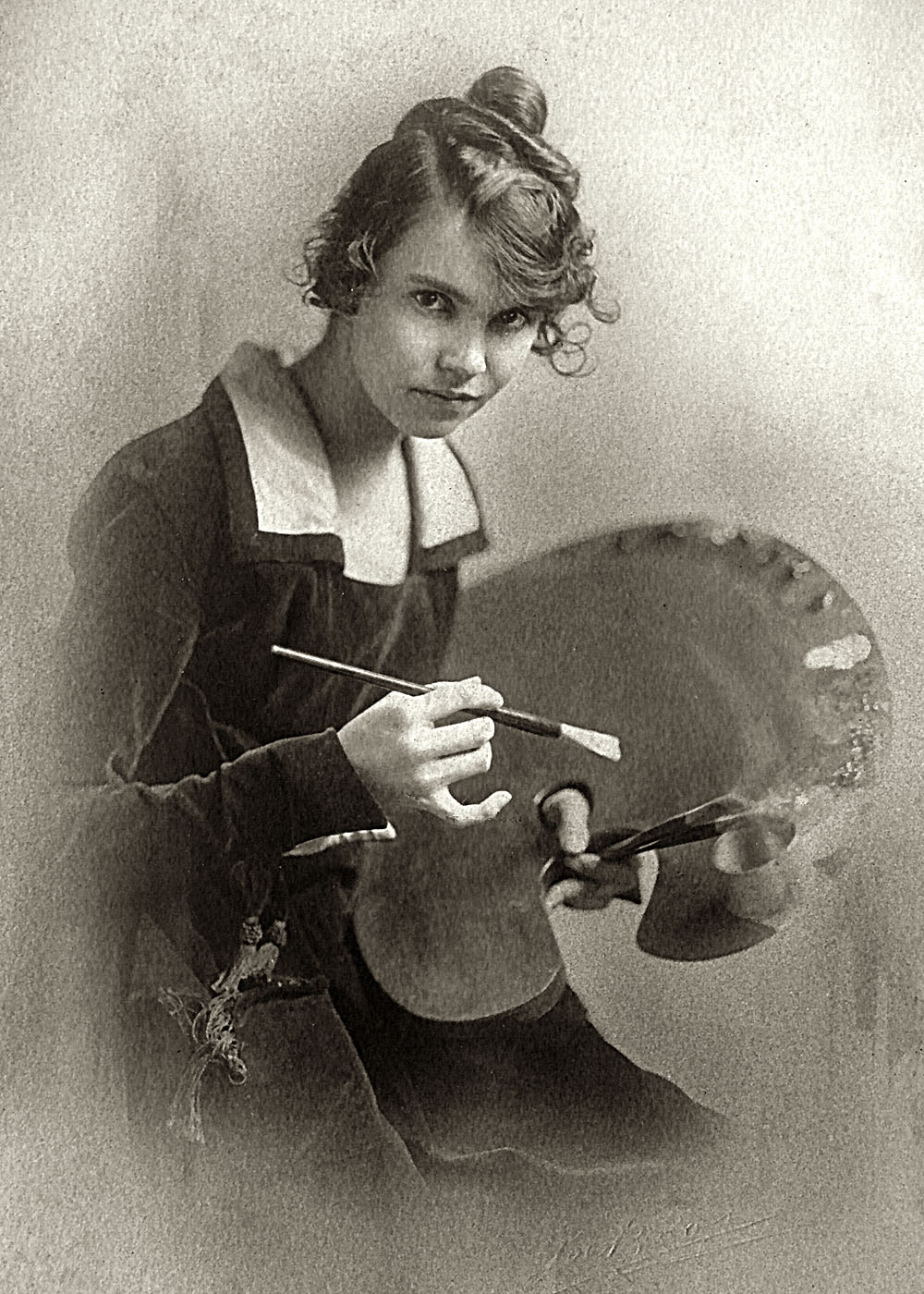
Ванда Гаг в 1916 году

В этой книге Ванда Гаг впервые применила двухстраничный разворот. Писатель и рецензент Анита Силви объясняла: «Она использовала обе страницы для продвижения через повествование, соединяя их вместе иллюстрацией, которая охватывает весь разворот страницы: её любимая иллюстрация находится в середине книги — со стариком, который несёт кошек через холмы.» Эта книга остаётся популярной среди детей, родителей, так же как и среди критиков. В 1001 Книг для Детей, Которые Вы Должны Прочитать Прежде Чем Вырастете Кейли Дэвис называет эту книгу «очаровывающей сказкой» и говорит: «Очаровательный, народный стиль Гаг, простые чёрно-белые иллюстрации, лирический язык и цепляющий рефрен, который дети с радостью будут повторять при каждом чтении, делают её любимой сказкой семьи.»